# Kirche Polenz

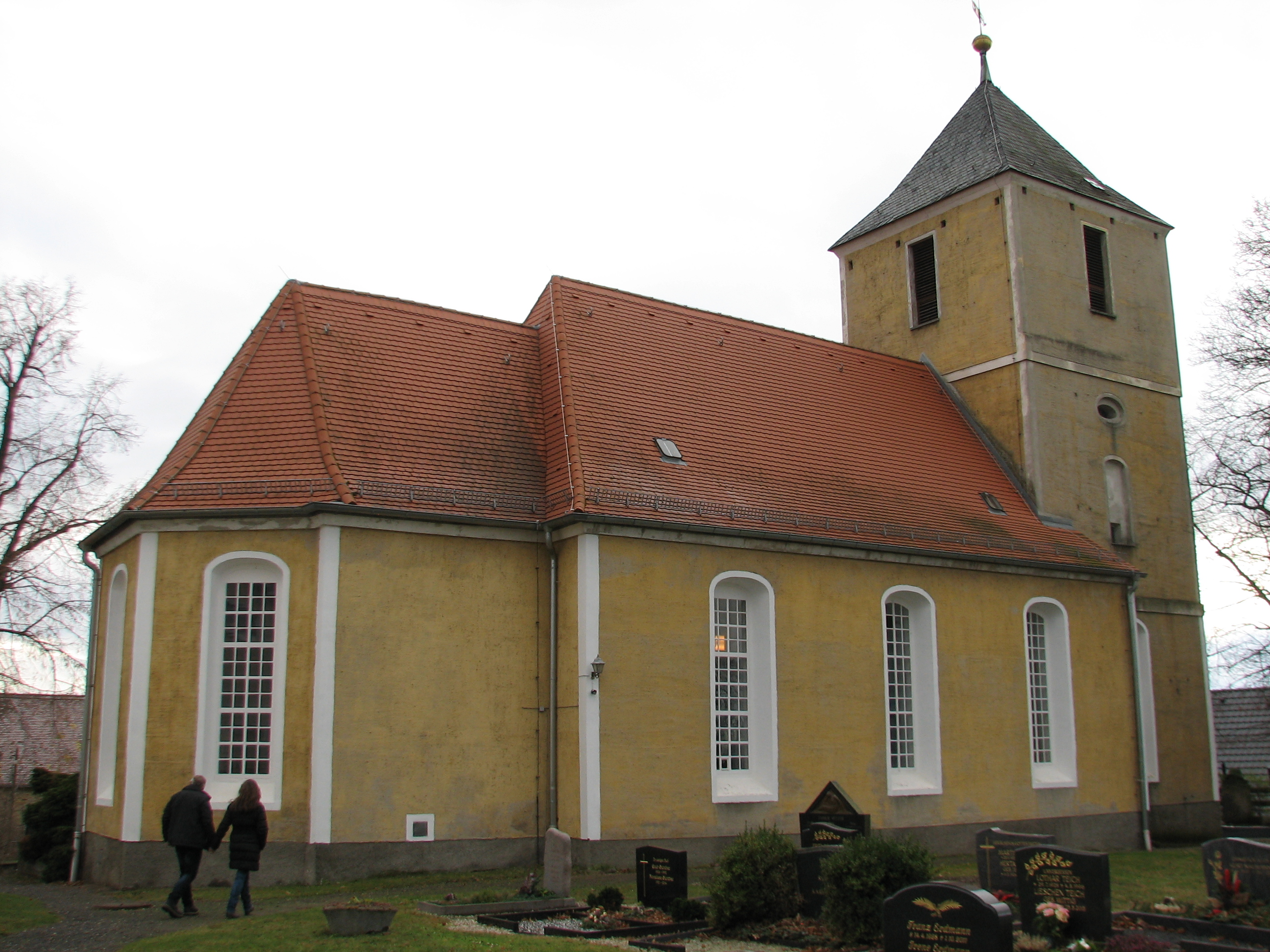
Blick zur Kirche vom Friedhofsportal

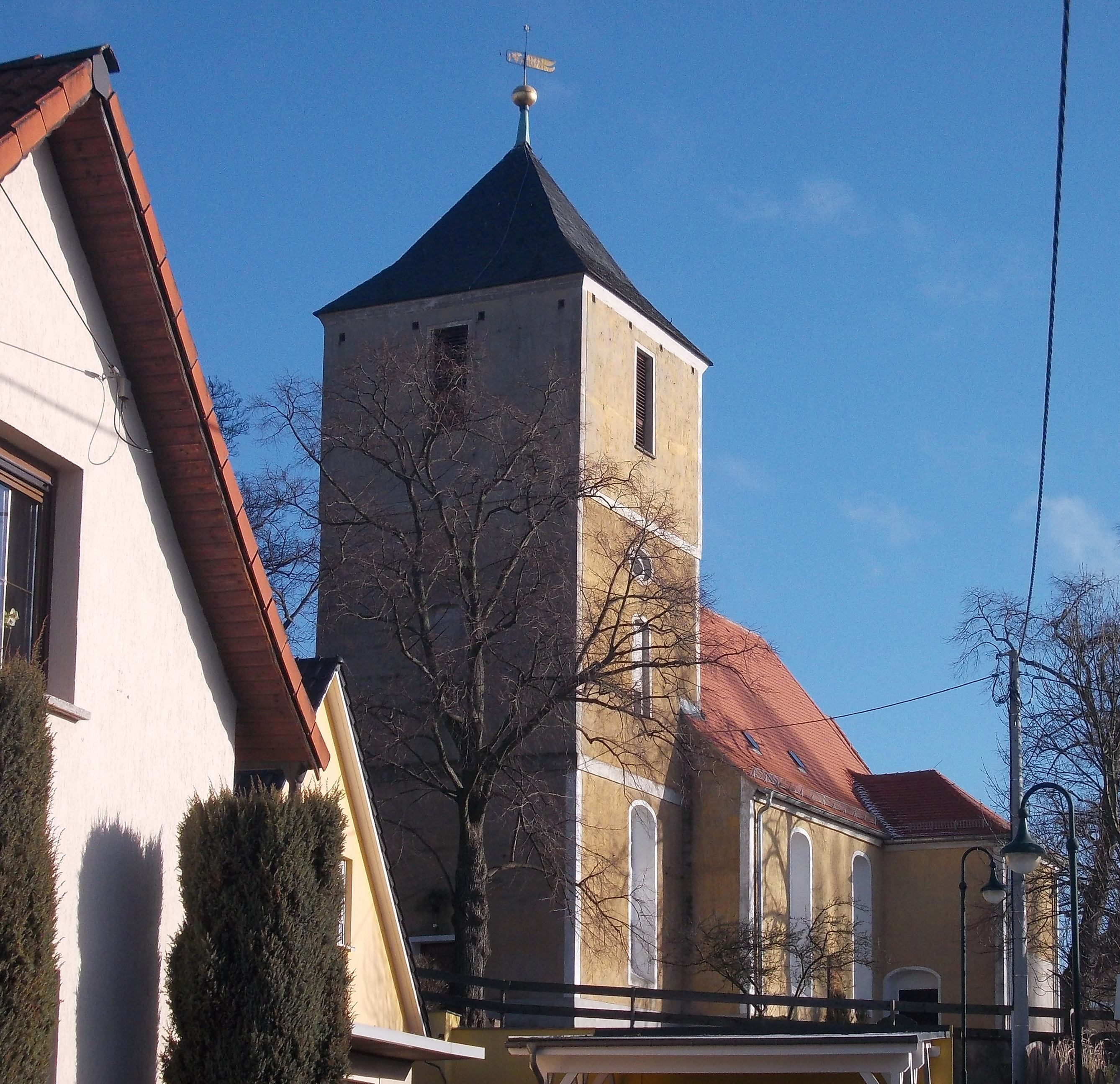
Kirche Polenz mit gekürztem Kirchturm

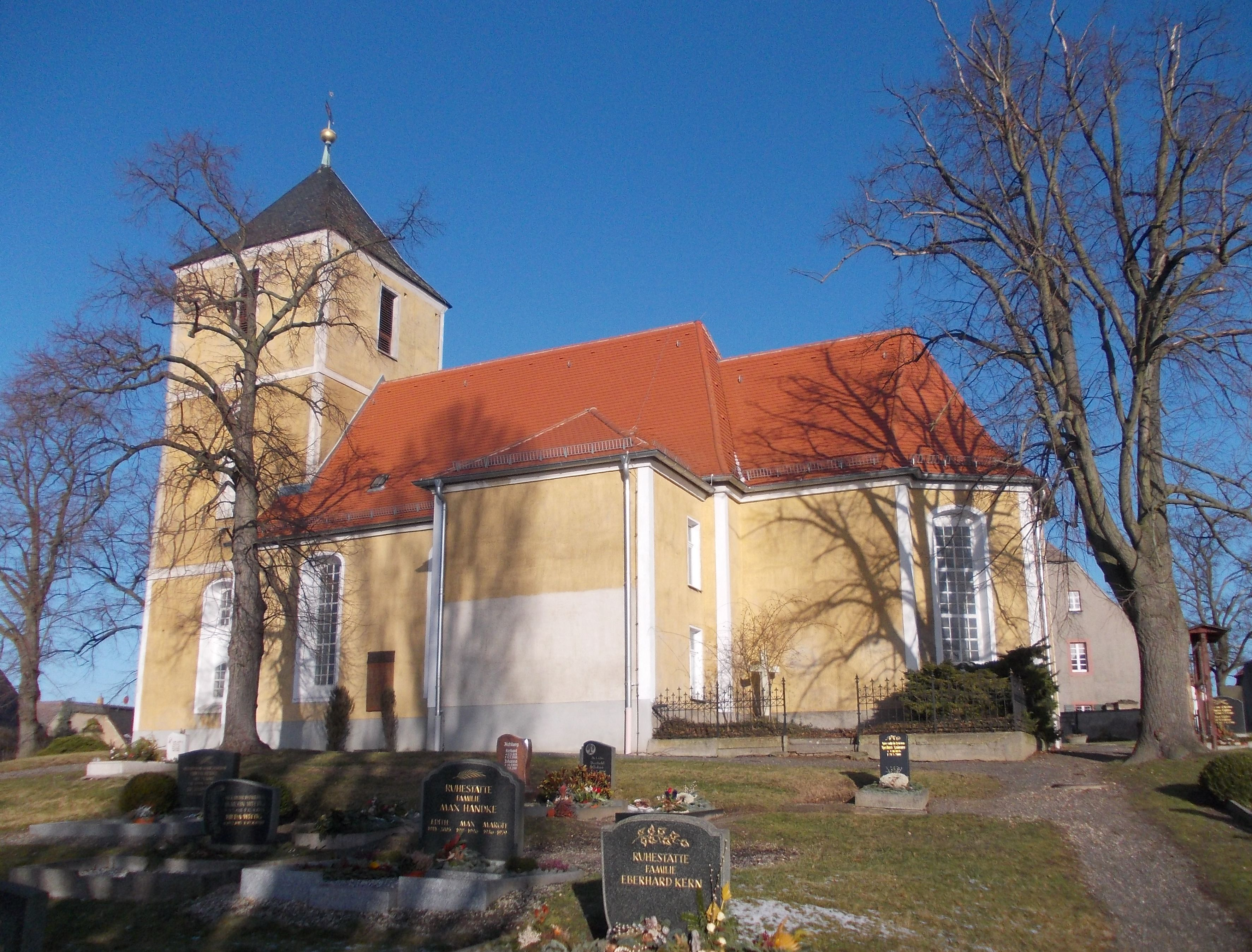
Kirche Polenz – Rückseite

Die Kirche zu Polenz ist ein evangelisches Kirchengebäude der Evangelisch-Lutherischen Landeskirche Sachsens in Polenz, einem Ortsteil von Brandis bei Leipzig im Landkreis Leipzig. Im Jahr 1970 wurde der Kirchturm um etwa die Hälfte verkürzt, wobei ein Zusammenhang mit dem nahe gelegenen Militärflugplatz Waldpolenz wahrscheinlich ist.

## Geschichte

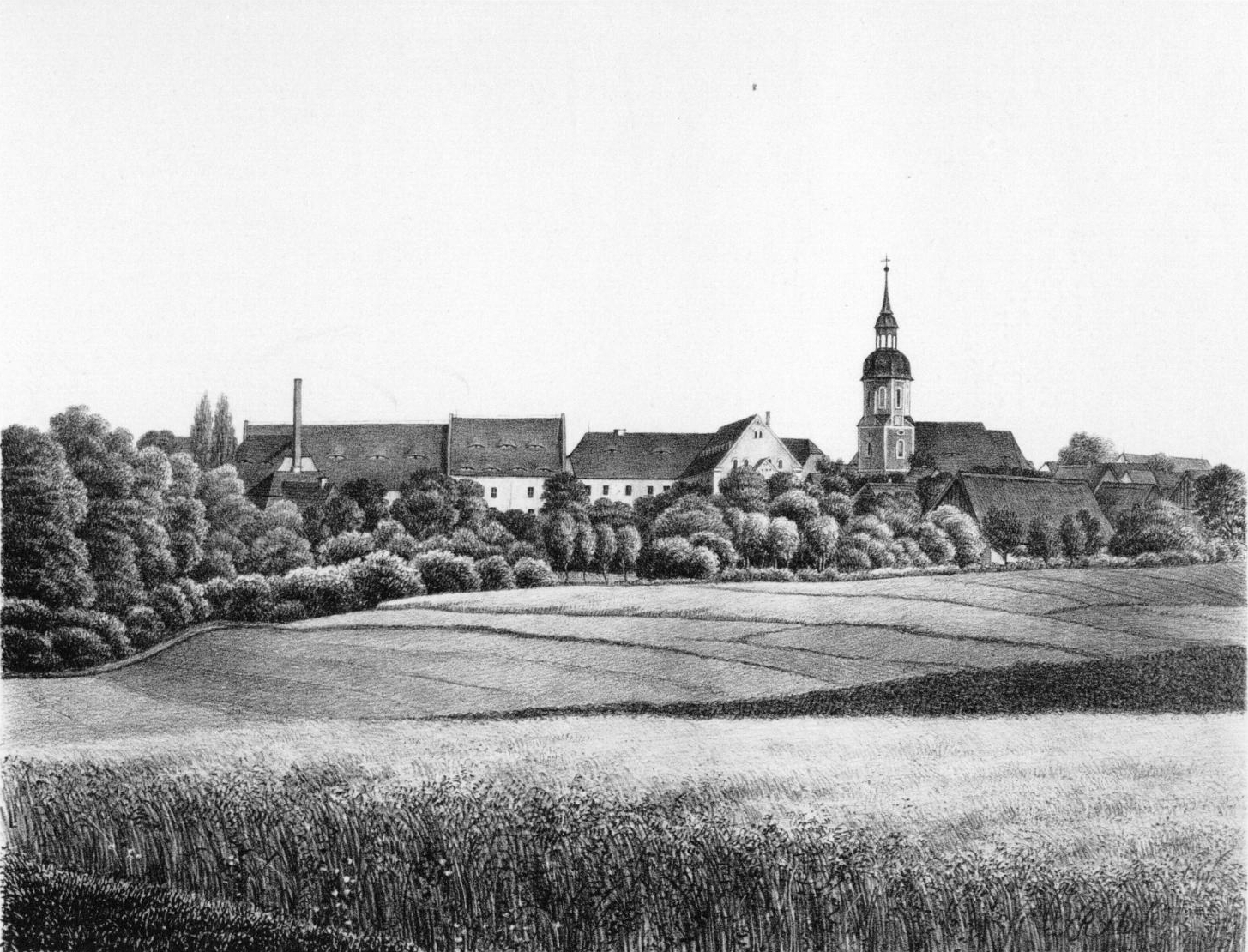
Historische Ortsansicht (vor 1860) mit der Kirche Polenz und ihrer ursprünglichen Kirchturm-Kuppel

Im Vorraum der Kirche ist ein großer romanischer Taufstein aus Rochlitzer Porphyr mit einem Rundbogenfries aufgestellt. Er ist ein Beleg dafür, dass es schon im 12. Jahrhundert eine Kirche in Polenz gab. Über einen Nachfolgerbau an gleicher Stelle um das Jahr 1440 sind außer den Baukosten von 2400 Talern keine Informationen überliefert.
Die Reformation wurde in Polenz bereits 1523 eingeführt: Der Rittergutsbesitzer Wilhelm von Lindenau holte Johannes Kress als ersten evangelischen Pfarrer in den Ort. Kress hatte zuvor eine entlaufene Nonne geheiratet.
Am 22. Juni 1722 wurde der Grundstein zum heute bestehenden Kirchenbau gelegt, die Bauarbeiten wurden 1725 erfolgreich abgeschlossen. Der Kirchturm war damals 36 Meter hoch und eine Landmarke im flachen Leipziger Land. Vom Turm aus verfolgte der Polenzer Pfarrer Gottlob Leberecht Schulze mit einem Fernrohr die Kampfhandlungen der Völkerschlacht bei Leipzig im Oktober 1813 und veröffentlichte später seine Beobachtungen. Schulze wirkte von 1809 bis 1823 in Polenz, gab Schulbücher heraus und entwarf das erste sächsische Volksschulgesetz.
Im 19. Jahrhundert wurde die Kirche innen mehrfach umgestaltet, am umfassendsten 1878 nach Plänen des Baumeisters Altendorff aus Leipzig mit Kosten von 8.030 Mark. Dabei kam die Kanzel an die Nordseite, die Anzahl der Fenster im Altarraum wurden von sieben auf vier verringert und bekamen eine Buntverglasung, der Triumphbogen wurde eingezogen und das Kircheninnere farbig gestaltet.
Im Jahr 1970 wurde die angeblich stark geschädigte Turmhaube mit Laterne abgetragen. Gründe dafür waren neben fehlenden Baukapazitäten wohl auch das Bestreben der DDR-Behörden, Einblick in den nahe gelegenen Militärflugplatz Waldpolenz der Roten Armee der UdSSR zu verhindern – der Kirchturm verlor dadurch bis heute seine stattliche Erscheinung. In den 1970er Jahren konnte mit viel persönlichem Einsatz Dach und Außenputz erneuert werden. Der Turmstumpf wurde um 5 Meter erhöht und mit einem Zeltdach versehen.
Das Kircheninnere wurde 1828, 1878, 1893 sowie in den 1980er Jahren renoviert. Damals kam der Kanzelaltar aus der Kirche von Pulgar, die dem Braunkohletagebau weichen musste. Unter der Orgelempore gibt es eine beheizbare Winterkirche. Nach Sanierung von Kirchturm und Glockenstuhl wurde 2011 das Dach neu gedeckt.
Die Wetterfahne trägt die Jahreszahlen 1725 (Kirchweihe) und 1978 (Abschluss der Außenerneuerung). Daneben sind Josua und Kaleb zu sehen, die eine große Kalebstraube tragen. Hintergrund dafür ist die alttestamentliche Schilderung,  wie das Volk Israel nach seiner Wüstenwanderung in das gelobte Land aufbricht und in eine gute Zukunft geht.

## Gegenwart
Aktuell (Stand: März 2021) engagiert sich die Interessengemeinschaft (IG) „Kirchturm Polenz“ für die Wiederherstellung des historischen Kirchturms; das Vorhaben erhält aus dem Bürgerfonds der Stadt Brandis eine Anschubfinanzierung von 12.000 Euro. Die Kosten für den Turmaufbau werden auf 700.000 Euro geschätzt. Ziel ist, das Projekt im Jahr 2025 zur 300-Jahr-Feier der Kirche erfolgreich abzuschließen.

## Orgel

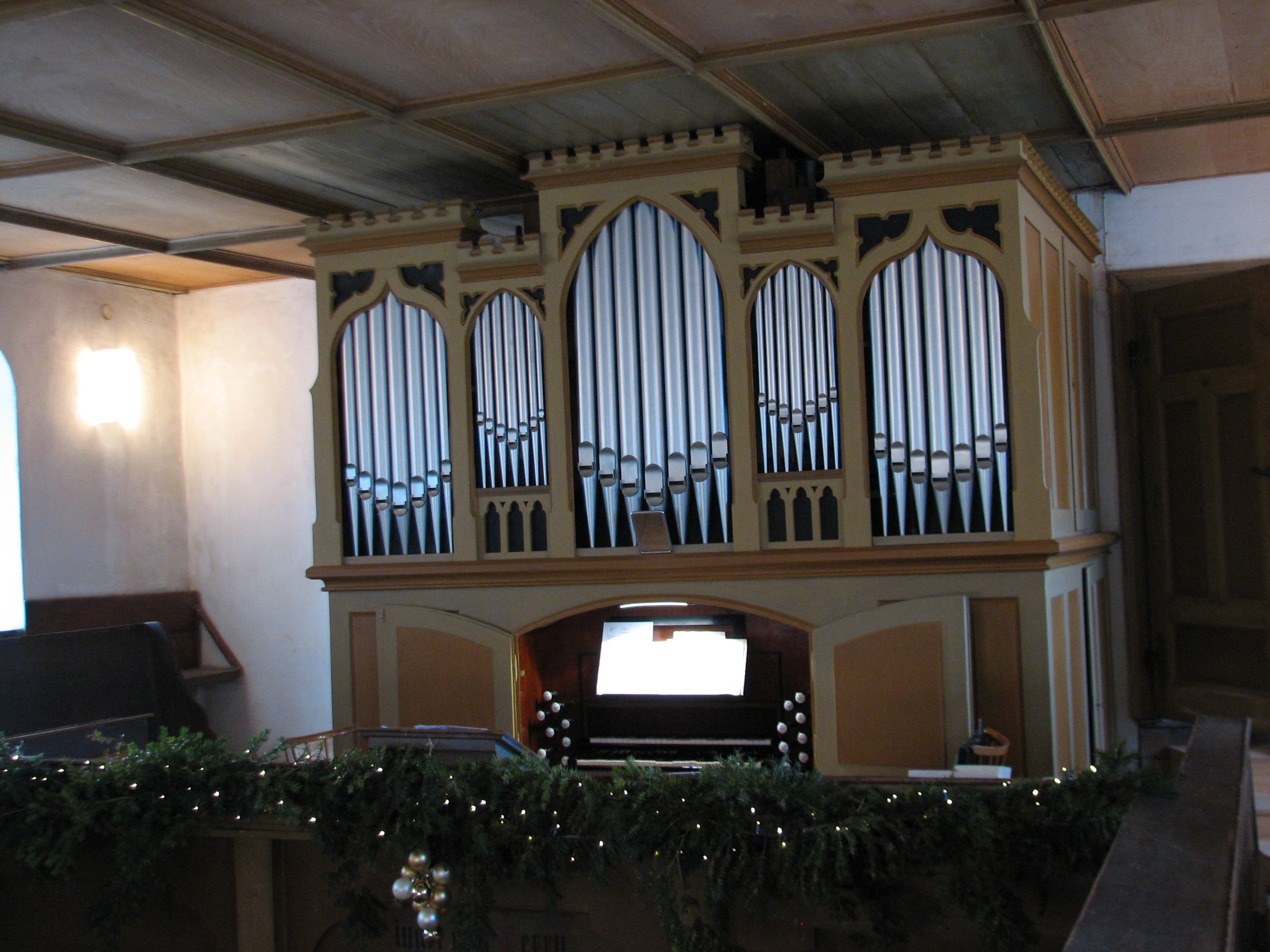
Geißler-Orgel von 1878

Die Orgel hatte eine Vorgängerin, wie Reparaturbelege aus den Jahren 1783 und 1801 belegen. Mehr ist jedoch nicht bekannt.
Die heutige Orgel schuf 1878 der Orgelbaumeister Conrad Geißler (1825–1897) aus Eilenburg – sie hat 13 Register, zwei Manuale und Pedal. Dank des umfangreichen Bürger-Engagements konnte die Orgel erhalten und 2016 von der Orgelbaufirma Peiter restauriert werden.
Das Hauptwerk enthält die für den Orgelklang typischen Prinzipalregister in verschiedenen Tonhöhen und einen Bordun, der eine Oktave tiefer klingt. Hinzu kommen die kräftige Doppelflöte mit zwei Labien an jeder Pfeife und ein sogenannter Streicher. Das zweite Manual hat ebenfalls je eine Flöten- und eine Streicherstimme in der Normallage und klingt so wie ein Echo zum ersten Manual. Die beiden Pedalregister mit Prinzipalbaß in Normallage und Subbaß eine Oktave tiefer bilden das klangliche Fundament der Orgel.
Das Orgelgehäuse mit flacher, zinnenbekrönter Fassade und den breiten Spitzbögen der fünf Pfeifenfelder verweist auf den englischen Tudorstil, der im 19. Jahrhundert häufig an repräsentativen Bauwerken Verwendung fand.
Um öffentliche Aufmerksamkeit für diese Geißler-Orgel zu wecken, wurde die Orgel im Juni 2018 zur „Sächsischen Orgel des Monats“ gekürt und erklang zu einem Konzert in der gleichnamigen Veranstaltungsreihe am 23. Juni 2018 mit Markus Leidenberger, Landeskirchenmusikdirektor der Evangelisch-Lutherischen Landeskirche Sachsens.
Laut Auskunft der Orgeldatenbank ORKASA hat die Orgel im Jahr 2018 folgende Disposition:
| I Manual Hauptwerk |             |     |
| 1.                 | Bordun      | 16′ |
| 2.                 | Prinzipal   | 08′ |
| 3.                 | Doppelflöte | 08′ |
| 4.                 | Gambe       | 08′ |
| 5.                 | Oktave      | 04′ |
| 6.                 | Oktave      | 02′ |
| 7.                 | Mixtur III  |     |

| II Manual Oberwerk |                 |     |
| 8.                 | Salizional      | 08′ |
| 9.                 | Flauto traverso | 08′ |
| 10.                | Gemshorn        | 04′ |

| Pedal |              |     |
| 11.   | Subbaß       | 16′ |
| 12.   | Prinzipalbaß | 08′ |
| 13.   | Gedacktbaß   | 08′ |

## Glocken
Das aktuelle Geläut besteht aus zwei Bronze-Glocken: sie wurden im 13. Jahrhundert (Ton c″, unterer Durchmesser 680 mm, 275 kg) sowie im Jahr 1480 (Ton f′, unterer Durchmesser 1.030 mm, 675 kg) gegossen.

## Kirchgemeinde
Die Kirche Polenz und die Stadtkirche Brandis bilden seit 1978 eine Kirchgemeinde; ebenso die Bergkirche Beucha und die Kirche Albrechtshain. Pfarrer beider Kirchgemeinden ist Christoph Steinert aus Brandis.

## Geistliche
Die Internetseite pfarrerbuch.de listet für die Kirchgemeinde folgende Pfarrer auf:
Pfarrer
- 1522 – Kreß, Johann
- 1529 – Götsching, Johann
- 1541 – Voigt, Peter
- 1563 – Tragen, Matthäus
- 1568 – Moßdorf, Kaspar
- 1571 – Büttner, Johann
- 1608 – Gestewitz, Daniel
- 1618 – Wilde, Balthasar
- 1634 – Kretzschmar, Johann
- 1638 – Viehweg, Kaspar
- 1681 – Spengler, Johann Christian
- 1695 – Alberti, Gottfried
- 1713 – Rochau, Johann Gottfried
- 1720 – Titius, Heinrich Wilhelm
- 1748 – Gössgen, Johann Christian
- 1774 – Köchly, Christian August
- 1809 – Schulze, Gottlob Leberecht
- 1823 – Kempe, Gotthelf Friedrich
- 1863 – Wapler, Martin Benjamin
- 1898 – Stock, Daniel August
- 1898 – Klaholz, Friedrich *Hugo
- 1927 – Boestel, Erich *Kurt
- 1979 – Schiertz, Manfred[10]

## Bilder

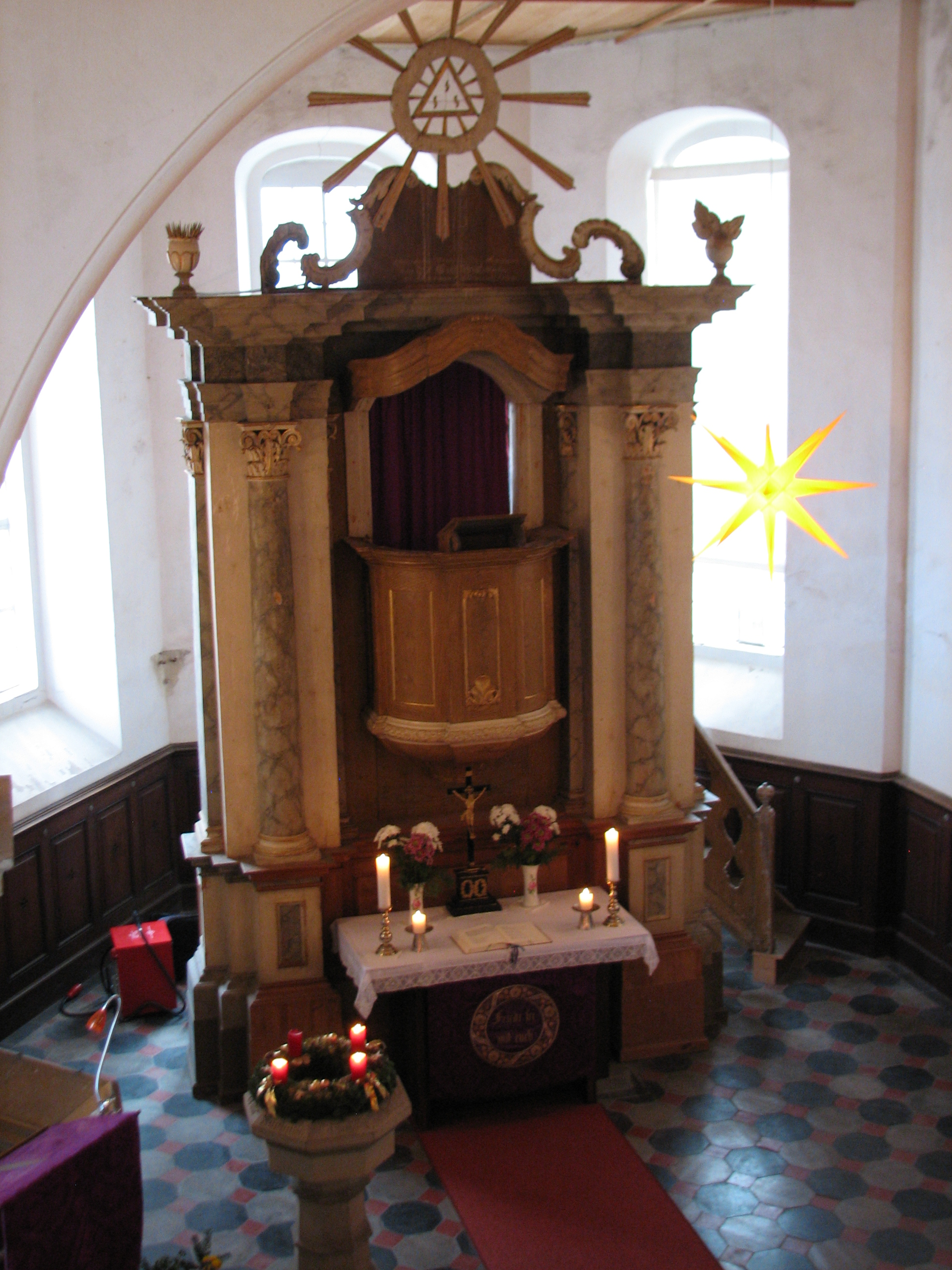
Kanzelaltar und Taufstein mit Adventskranz
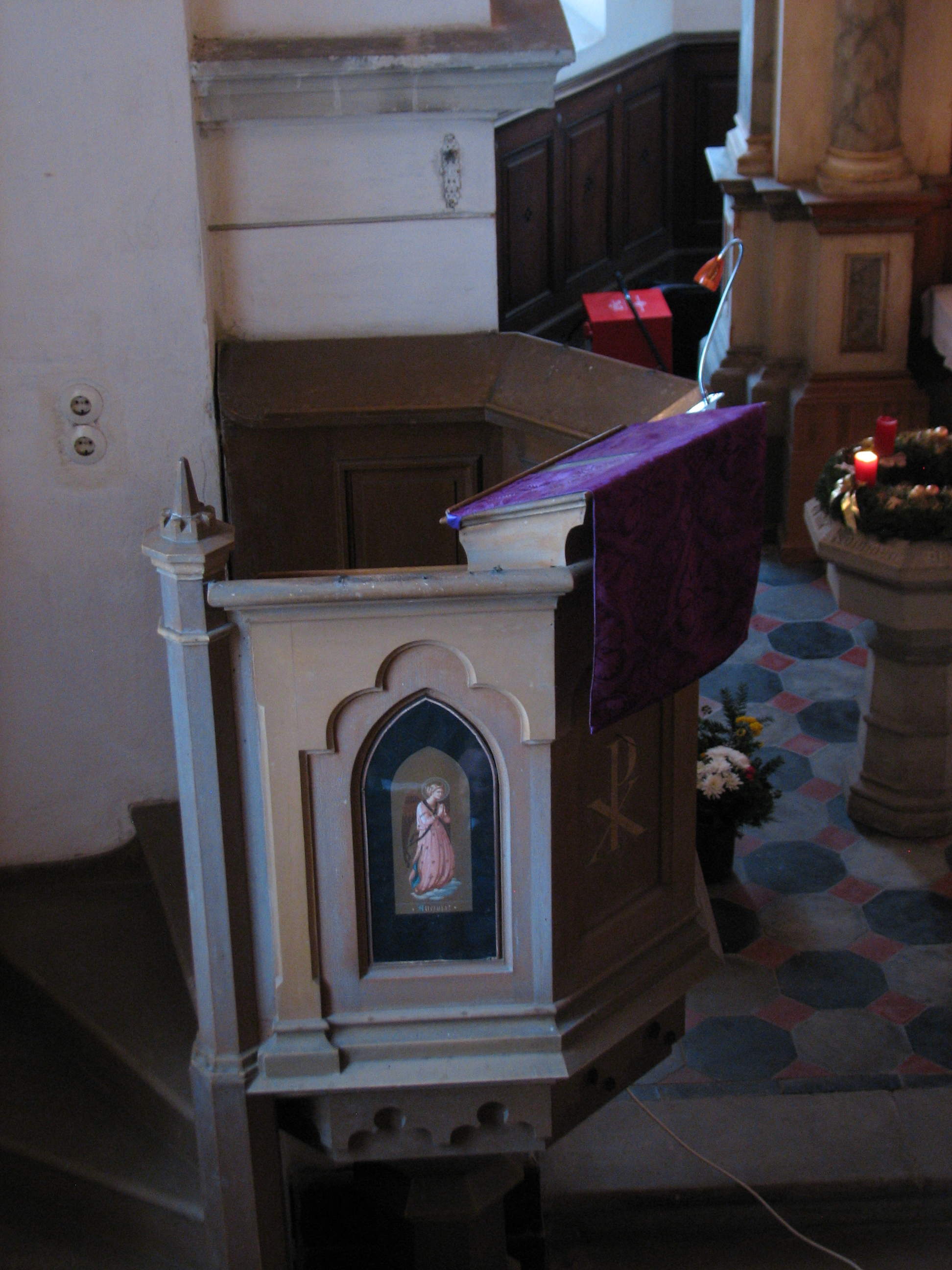
Seitenkanzel
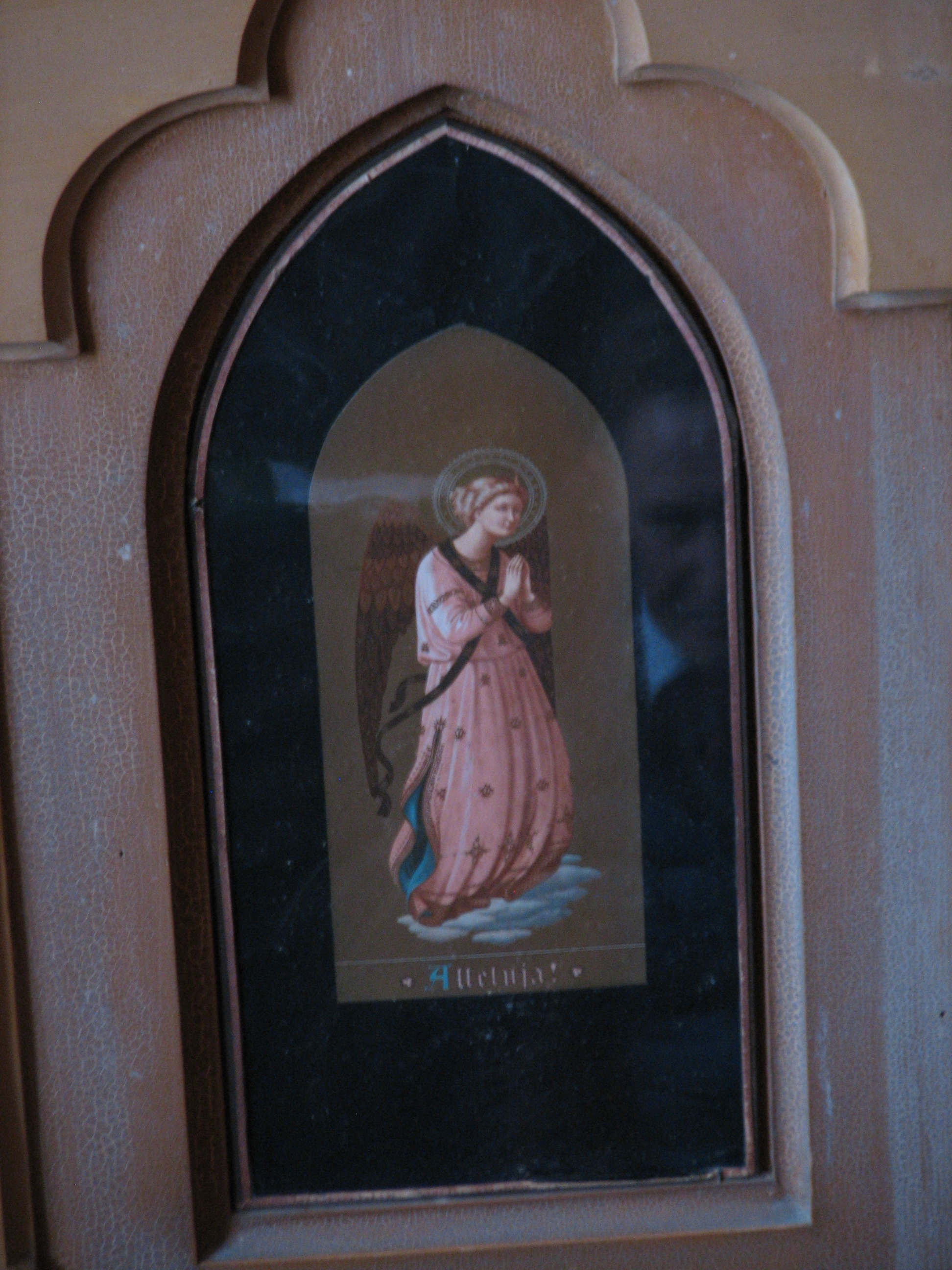
Detail an der Seitenkanzel
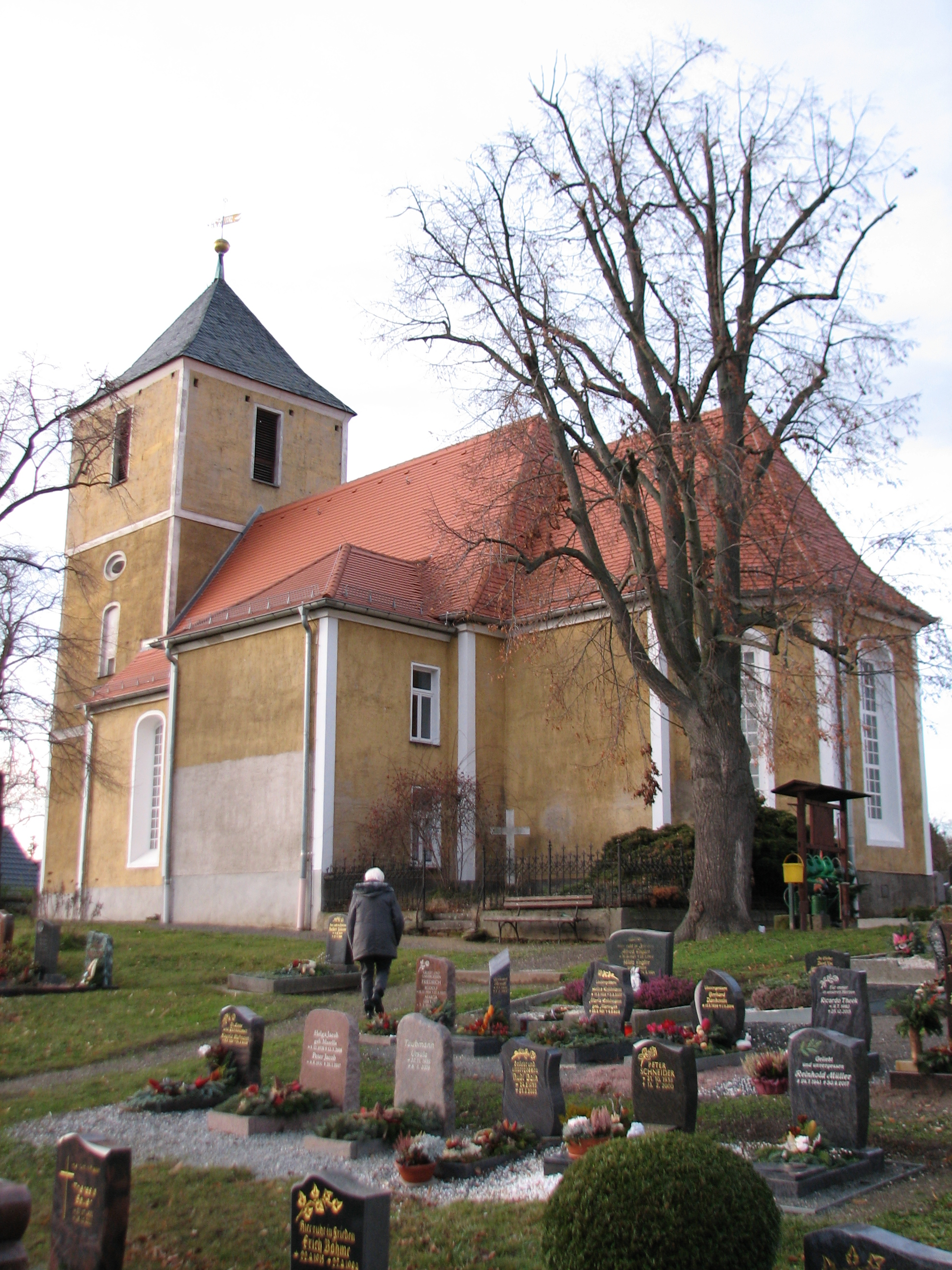
Rück-Ansicht aus Richtung Friedhof (Hochformat)
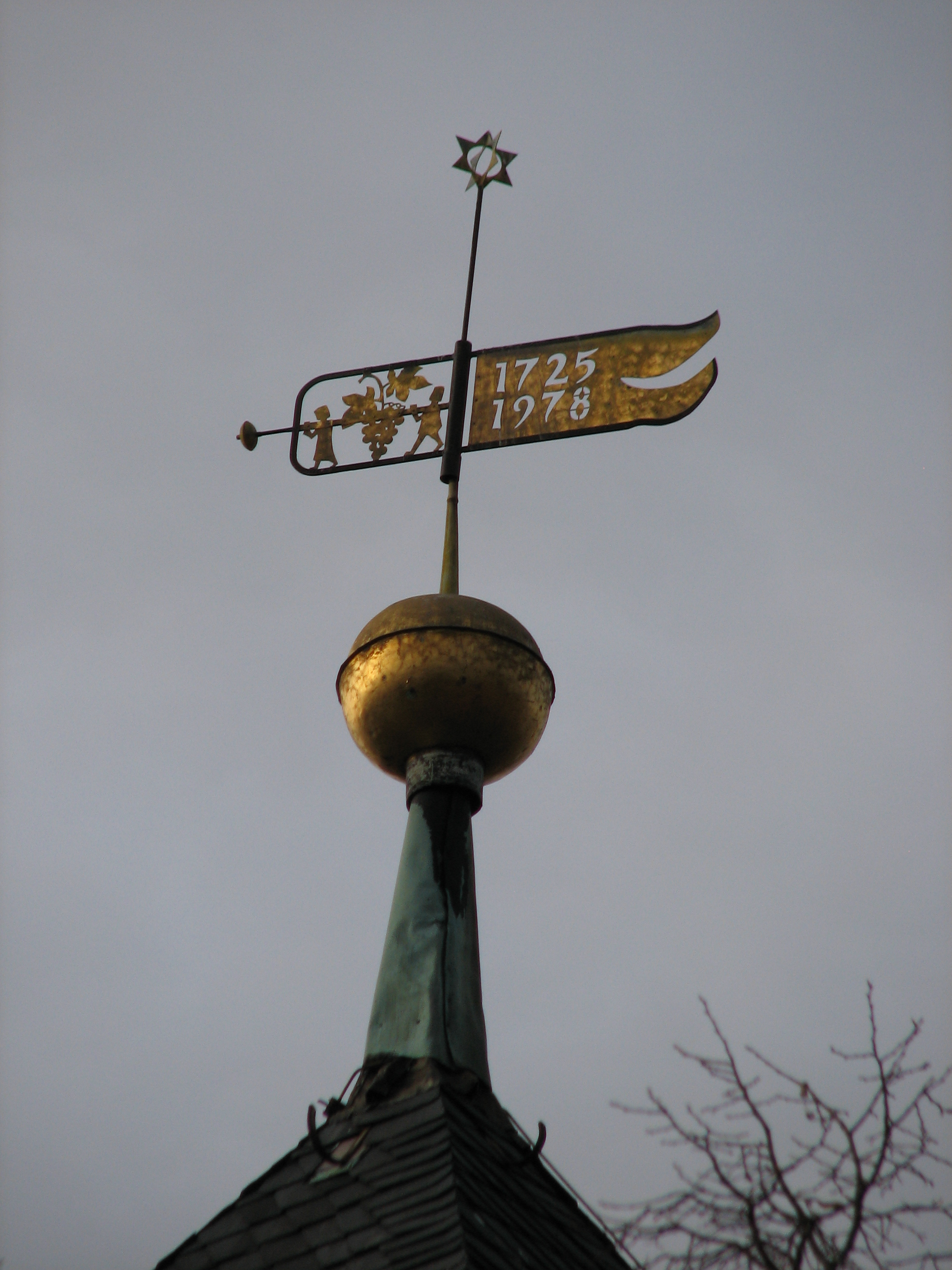
Wetterfahne mit Jahreszahlen 1725 und 1978